# 10877 Jiangnan Tianchi
10877 Jiangnan Tianchi è un asteroide della fascia principale. Scoperto nel 1996, presenta un'orbita caratterizzata da un semiasse maggiore pari a 2,6911243 UA e da un'eccentricità di 0,1612014, inclinata di 5,87923° rispetto all'eclittica.